# Mastrus molestae
Mastrus molestae är en stekelart som först beskrevs av Tohru Uchida 1933.  Mastrus molestae ingår i släktet Mastrus och familjen brokparasitsteklar. Inga underarter finns listade i Catalogue of Life.